# Gretton (Northamptonshire)
Pour les articles homonymes, voir Gretton.
Gretton est une paroisse civile et un village du Northamptonshire, en Angleterre.